# UFC 200
UFC 200: Tate vs. Nunes（ユーエフシー・ツーハンドレッド：テイト・バーサス・ヌネス）は、アメリカ合衆国の総合格闘技団体「UFC」の大会の一つ。2016年7月9日、ネバダ州ラスベガスのT-モバイル・アリーナで開催された。

## 大会概要
1993年11月12日のUFC第1回大会以来、UFCのナンバーシリーズ大会として200回目の記念大会。T-モバイル・アリーナは2016年4月に落成され、T-モバイル・アリーナでのUFC開催は初となる。メインイベントはUFC世界女子バンタム級タイトルマッチで、チャンピオンのミーシャ・テイトと挑戦者のアマンダ・ヌネスの対戦が組まれた。

## 試合結果

### アーリープレリム
第1試合 ライト級 5分3R
○  ジム・ミラー vs.  五味隆典 ×
1R 2:18 TKO（パウンド）
第2試合 ミドル級 5分3R
○  ゲガール・ムサシ vs.  チアゴ・サントス ×
1R 4:32 TKO（右フック→パウンド）
第3試合 ライト級 5分3R
○  ジョー・ローゾン vs.  ディエゴ・サンチェス ×
1R 1:26 TKO（スタンドパンチ連打）

### プレリミナリーカード
第4試合 ライト級 5分3R
○  セージ・ノースカット vs.  エンリケ・マリン×
3R終了 判定3-0（29-28、29-28、29-28）
第5試合 バンタム級 5分3R
○  TJ・ディラショー vs.  ハファエル・アスンソン ×
3R終了 判定3-0（30-27、30-27、30-27）
第6試合 77.6kg契約 5分3R
○  ケルヴィン・ガステラム vs.  ジョニー・ヘンドリックス ×
3R終了 判定3-0（29-28、30-27、30-27）
※ヘンドリックスの体重超過によりウェルター級から変更。
第7試合 女子バンタム級 5分3R
○  ジュリアナ・ペーニャ vs.  キャット・ジンガノ ×
3R終了 判定3-0（29-28、29-28、29-28）

### メインカード
第8試合 ヘビー級 5分3R
○  ケイン・ヴェラスケス vs.  トラヴィス・ブラウン ×
1R 4:57 TKO（パウンド）
第9試合 UFC世界フェザー級暫定王座決定戦 5分5R
○  ジョゼ・アルド vs.  フランク・エドガー ×
5R終了 判定3-0（49-46、49-46、48-47）
※アルドが王座獲得に成功。
第10試合 ライトヘビー級 5分3R
○  ダニエル・コーミエ vs.  アンデウソン・シウバ ×
3R終了 判定3-0（30-26、30-26、30-26）
第11試合 ヘビー級 5分3R
－  ブロック・レスナー vs.  マーク・ハント －
3R終了 判定3-0（29-27、29-27、29-27）
※レスナーの薬物検査失格によりノーコンテスト。
第11試合 UFC世界女子バンタム級タイトルマッチ 5分5R
○  アマンダ・ヌネス vs.  ミーシャ・テイト ×
1R 3:16 リアネイキッドチョーク
※ヌネスが王座獲得に成功。

### 各賞
ファイト・オブ・ザ・ナイト：　該当者なし
パフォーマンス・オブ・ザ・ナイト： アマンダ・ヌネス、ケイン・ヴェラスケス、ジョー・ローゾン、ゲガール・ムサシ
各選手にはボーナスとして5万ドルが授与された。

### カード変更
負傷などによるカードの変更は以下の通り。